# 馬歇爾峰
71°9′S 61°32′W / 71.150°S 61.533°W
馬歇爾峰（英語：Marshall Peak），是南極洲的山峰，位於帕爾默地東岸，處於帕爾默灣西北面11公里，海拔高度1,205米，在1940年由美國研究隊踏足，現時由南極條約體系管理。